# Dáktejávrásj
Dáktejávrásj, enligt tidigare ortografi Taktejauratj, är en sjö i Jokkmokks kommun i Lappland och ingår i Luleälvens huvudavrinningsområde. Sjön har en area på 0,167 kvadratkilometer och ligger 919,2 meter över havet. Dáktejávrásj ligger i Padjelanta Natura 2000-område. Dáktejávrásj avvattnas av Dáktejågåsj - ett biflöde till Miellädno.

## Delavrinningsområde
Dáktejávrásj ingår i det delavrinningsområde (747943-155535) som SMHI kallar för Ovan VDRID = 747756-154131 i Miellätnos vattendra*. Medelhöjden är 979 meter över havet och ytan är 76,66 kvadratkilometer. Räknas de 14 avrinningsområdena uppströms in blir den ackumulerade arean 253,81 kvadratkilometer. Miellädno som avvattnar avrinningsområdet har biflödesordning 3, vilket innebär att vattnet flödar genom totalt 3 vattendrag (Vuojatädno, Stora Luleälv, Luleälven) innan det når havet efter 442 kilometer. Avrinningsområdet består mestadels av kalfjäll (94 procent). Avrinningsområdet har 1,75 kvadratkilometer vattenytor vilket ger det en sjöprocent på 2,3 procent. Delavrinningsområdet täcks till 2,67 procent av glaciärer, med en yta av 2,0481 kvadratkilometer.